# Asio flammeus
El búho campestre, lechuza campestre, lechuzón de pajonal o nuco (Asio flammeus) es una de las rapaces nocturnas con mayor actividad diurna. Habita en áreas abiertas, zonas herbáceas sin trabajar, marismas, cultivos, brezales y, sobre todo, en marjales costeros. Su población en una zona en concreto depende sobre todo de la disponibilidad de presas. Es frecuente verlo parado en el aire, aunque sin llegar a cernirse, buscando roedores por entre las hierbas altas.
Es similar al búho chico, pero el búho campestre tiene los mechones de la parte superior de la cabeza muy pequeños y normalmente ocultos, un anillo negro que enmarca cada ojo (de iris amarillo) y es más esbelto que este. Las alas están surcadas por una franja de color crema que parte del tronco del animal (por la cara dorsal), y tienen la punta negra. El vientre es blanco, con menos rayas oscuras que en otros búhos afines.
Habita en todos los continentes excepto en la Antártida y Australia, aunque es una especie rara en gran parte de su área de distribución. Es migradora, desplazándose hacia áreas más templadas en invierno. 
Su voz es un ladrido nasal y áspero, tipo latigazo. También puede producir un sonido suave con pitido rápido y zumbante, u-u-u-u. En las zonas de invernada suelen permanecer silenciosos.
- Audio link 1
- Audio link 2

Caza volando lentamente sobre el suelo u observando desde una percha. Come pequeños roedores y pájaros.
- Longitud: de 34 a 42 cm
- Envergadura: de 90 a 105 cm
- Peso: 250-450 g
- Longevidad: de 10 a 15 años

## Nido y reproducción

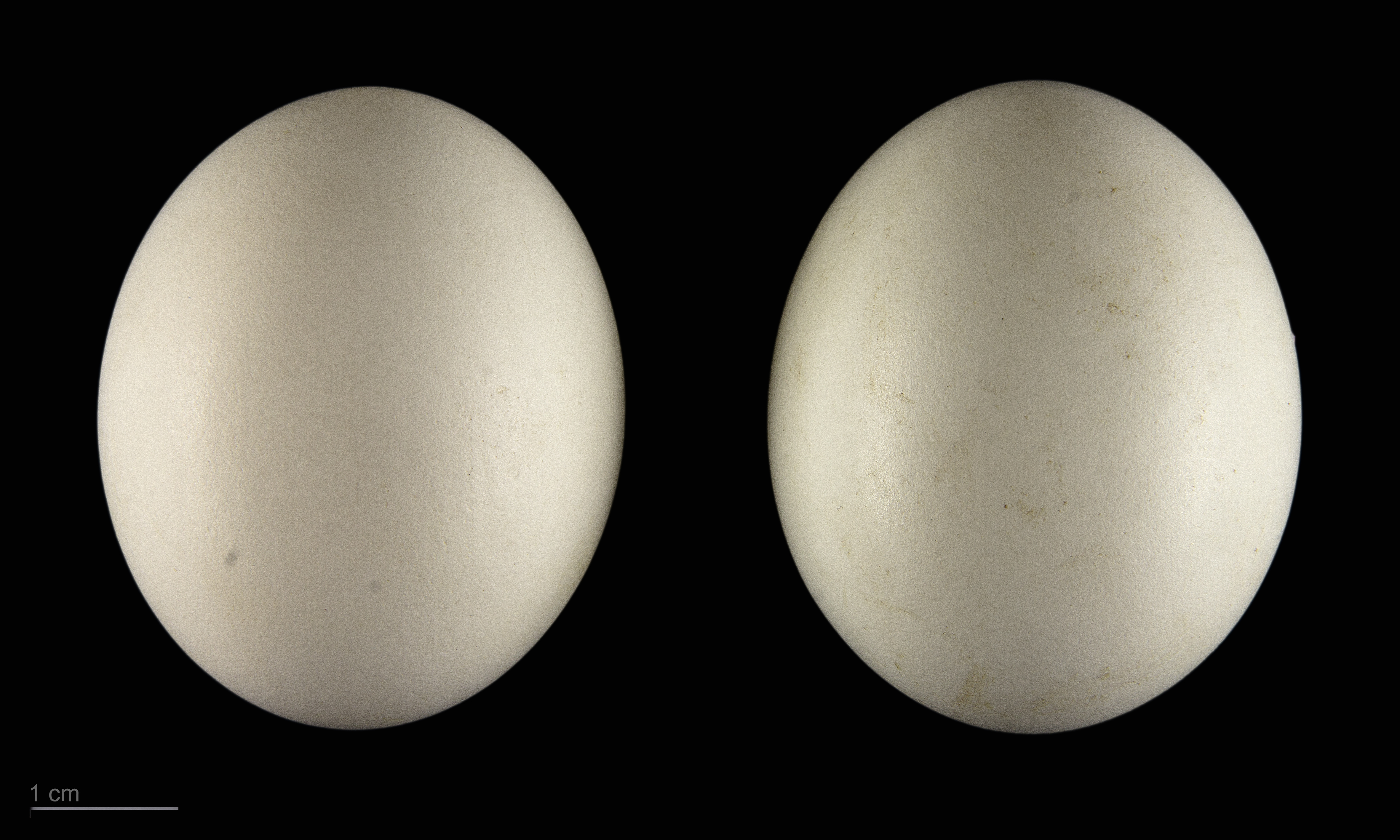
Asio flammeus flammeus - MHNT

Nidifica directamente sobre el suelo, en herbazales y marismas, entre la hierba. El nido es una zona aplanada sin revestir, aunque ocasionalmente aporta semillas, hierbas o plumas. Pone de 4 a 8 huevos en una única nidada, aunque en algunas regiones hasta dos. En los años de abundancia de roedores puede llegar a poner 12 e incluso 14 huevos en una temporada. El huevo mide 35 ~ 45 X 29 ~33 mm y es blanco puro, mate.
La incubación es realizada por la hembra y se prolonga entre 21 y 37 días. Pone cada 48 horas, y empieza a incubar desde que pone el primer huevo, de modo que puede haber bastante diferencia de edad entre los nacidos en la misma nidada. Los volantones pueden abandonar el nido con solo cuatro semanas y vuelan a las cinco semanas. El macho monta guardia en las proximidades del nido y aporta el alimento. Como otras aves que crían en el suelo, los adultos tienden a burlar a los depredadores que se acercan al nido simulando lesiones en las alas que les impiden volar.

## Alimentación
Aunque como se ha señalado es más diurno que el resto de las estrigiformes, caza sobre todo de noche. La técnica más frecuente es en vuelo lento y muy bajo, dejándose caer frecuentemente sobre las presas. Otras veces aguarda desde un posadero. Su horario de caza parece coincidir con la actividad de los topillos (Arvicolinae), su presa preferida. En general suele volar muy bajo, con peculiar aleteo. Es frecuente que coincidan varios ejemplares en el mismo cazadero. Su alimentación consiste principalmente en roedores (más del 90%), pero también otros pequeños mamíferos, reptiles y algunos grandes insectos. A veces captura pequeñas aves.

## Otros aspectos de comportamiento
- Es muy característico de esta especie su comportamiento nómada, errático, solo fija a un área concreta durante el período de reproducción.
- En invierno duermen en dormideros comunales.
- Aunque no es rara su actividad diurna, normalmente comienza su actividad 30-60 minutos antes de la puesta del sol.

## Subespecies

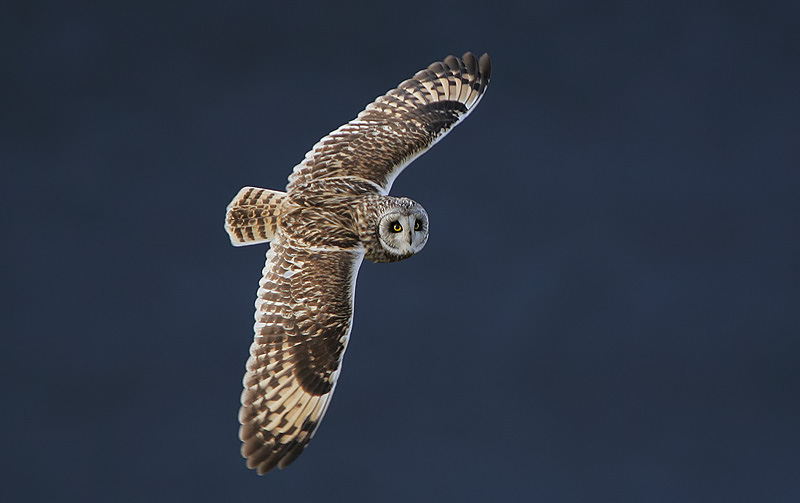
Asio flammeus en vuelo

Actualmente se aceptan diez subespecies de Asio flammeus.
- Asio flammeus bogotensis (Chapman, 1915)
- Asio flammeus domingensis (Statius Müller, 1776)
- Asio flammeus flammeus (Pontoppidan, 1763)
- Asio flammeus galapagoensis (Gould, 1837) - Islas Galápagos[6]
- Asio flammeus pallidicaudus (Friedmann, 1949)
- Asio flammeus ponapensis (Mayr, 1933)
- Asio flammeus portoricensis (Ridgway, 1882)
- Asio flammeus sandwichensis (A. Bloxam, 1827): De Hawái, donde se conoce como Pueo y es sagrado en su mitología[7]
- Asio flammeus sanfordi (Bangs, 1919)
- Asio flammeus suinda (Vieillot, 1817)